# هوغو سوسا
هوغو سوسا (بالإسبانية: Hugo Sosa) هو مدرب كرة قدم ولاعب كرة قدم باراغواياني في مركز الهجوم، ولد في 26 نوفمبر 1970 في لوكي في باراغواي. شارك مع منتخب باراغواي تحت 23 سنة لكرة القدم ومنتخب باراغواي الأولمبي لكرة القدم ومنتخب باراغواي لكرة القدم. أما مع النوادي، فقد لعب مع أمريكا دي كالي وذي سترونغيست وسبورتيفو لوكوينو ونادي إيميلك ونادي سان خوسيه.

## وصلات خارجية
- هوغو سوسا على موقع الاتحاد الدولي (مؤرشف)  (الإنجليزية)
- هوغو سوسا على موقع قاعدة بيانات كرة القدم.إي يو (الإنجليزية)
- هوغو سوسا على موقع ناشيونال فوتبول تيمز (الإنجليزية)
- هوغو سوسا على موقع أوليمبيديا (الإنجليزية)